# スズムシソウ
スズムシソウ（鈴虫草、紫雲菜、学名：Liparis suzumushi）はラン科の植物。和名は花の唇弁がスズムシの雄の羽に似ていることから。
山野草として人気が高いため盗掘が激しく、野生個体は著しく減少している。環境省レッドデータの記載は無いが、地域版レッドデータでは多くの県で絶滅危惧I類になっている。自然公園条例などで採集禁止植物に指定されている地区もあるが、実効性のある盗掘防止策がとられている例はないようである。
なお、キツネノマゴ科イセハナビ属にスズムシバナが有り、これがかつてスズムシソウと呼ばれたことがあるので、注意を要する。イセハナビ属自体もスズムシソウ属と呼ばれたことがあり、現在でもオキナワスズムシソウやセイタカスズムシソウなど、この属にはその名を持つものが実在する。

## 特徴
北海道から九州、朝鮮半島および沿海州の疎林内の林床に分布する。
地上に前年の枯れた葉柄に包まれた偽球茎があり、横から新芽を出して新しい偽球茎を形成する。古い偽球茎は一年で腐ってなくなる。葉は通常二枚、長さ5～10cm、幅3～5cm前後で縁はややちぢれることが多く、黄緑色で弱い光沢がある。花茎は二枚の葉の間から上に伸びあがり、高さ10～15cm前後、系統によっては30cmにも達することもある。花は5～6月に咲き、幅10mm前後。側萼片は淡緑色で細く、外側に巻いて糸状になる。側花弁は淡紅紫色でやはり細いが唇弁は幅広く、淡紅紫色で半透明。数花から数十花が花茎先端につく。秋には根も葉も枯れ、枯れた根にささえられた偽球茎だけが地上に残って越冬する。

## 栽培
冷涼な気候、十分な空中湿度を好み、暖地での栽培には適さない。新しい偽球茎（園芸的にはバルブと呼ぶ）は通常1個しかできないため栄養繁殖が難しい。稀に2個目の小さい偽球茎が形成されて増殖することもあるが、10年以上栽培していてようやく3株になる、という程度で繁殖はしないに等しい。
また病虫害に非常に弱い。潅水過多になると地面に接する部分に雑菌が繁殖し、腐って倒れる。一方、空中湿度が低いと葉枯れを生じて衰弱死する。またナメクジやゴキブリが偽球茎を好んで食害し、食害をうけた個体は回復せずに枯れてしまうことが多いので、何らかの形で隔離栽培しなければ維持は困難である。
東北以北の栽培適地では長期維持できている例も無いではないが、「一輪車で塀の上を進む最長不倒記録」と比喩されるほどで、一般論で言えば繁殖どころか親株の維持すら難しい。
なお、暖地では人工交配してもほとんど結実しない。特に自家受粉では結実しても有胚率がきわめて低く、種子を得ること自体が難しい。種子が得られれば無菌播種は比較的容易だが、共生菌を使用していない場合、生長は非常に遅い。また、無菌容器内での育成はそれほど問題ないが、外部に出してからの育成が難しい。
（開花株になるまで無菌容器内で育成し、花芽のついた偽球茎を出荷することが技術的には可能だが、育成容器が非常識なサイズになり、育成期間も長くなるため営利的・実用的な面で実現はしにくいと思われる。）

## 保護
園芸用として商業的に大量採集される例が多いが、自生地は分散しており効果的な盗掘監視は難しい。一般園芸店で普通に販売されていることがあるが、流通価格は人工増殖して採算が取れる価格ではなく、おそらくほとんどすべてが野生採集由来と推測される。一般趣味家は盗掘品と知らずに購入してしまう場合が多く、しかも前述のように長期維持は難しく、栽培イコール消費となることを考えればきわめて問題が大きい。地域変種と思われる未記載系統が販売されている例もあり、絶滅回避のためにアツモリソウなどと同様、法的な販売規制を検討する必要もあろう。
なお、上記の流通状況の例外として四国産の濃色花系統、通称「四国黒スズムシ」がある。この系統は観賞価値が高く、園芸需要は多いが、野生個体はほぼ採集しつくされており、新規に採集品が入荷することはほとんどない。高額で販売でき、人工増殖でも採算がとれるため、クモキリソウ属では（斑入り個体などを例外にすれば）ほぼ唯一、商業増殖が試みられる種類となっている。

## 近縁種
クモキリソウ属は種類が多く、地域的な変異も多いため十分に分類研究は進んでいない。
学術的なものとは言えないが、生育状況から下記のように大別される場合もある。
- 地生ー落葉種：本種のほかクモキリソウ、ジガバチソウなど。地上に生育する。
- 地生ー常緑種：コクラン、ユウコクランなど。主として南方に分布し、冬も葉が残る。
- 半着生ー落葉種：フガクスズムシなど、樹上の苔の中に根をはって生育する。
- 着生ー常緑種：チケイラン、コゴメキノエランなどの南方種。樹幹などに直接着生する。

落葉種のほとんどは（難易度の差はあるが）いずれもスズムシソウと同様、長期栽培は難しい。
またコゴメキノエラン、ヒメスズムシソウ L. nikkoensisは種の保存法により国内希少野生動植物種に指定されており、原則として入手することはできない。シマクモキリソウ Liparis hostifolia、ヒメジガバチソウ L. krameri var. shichitoana、クモイジガバチ L. truncata、コゴメキノエラン L. viridiflora は絶滅危惧IA類(CR)に選定されている。